# Ilex glabra

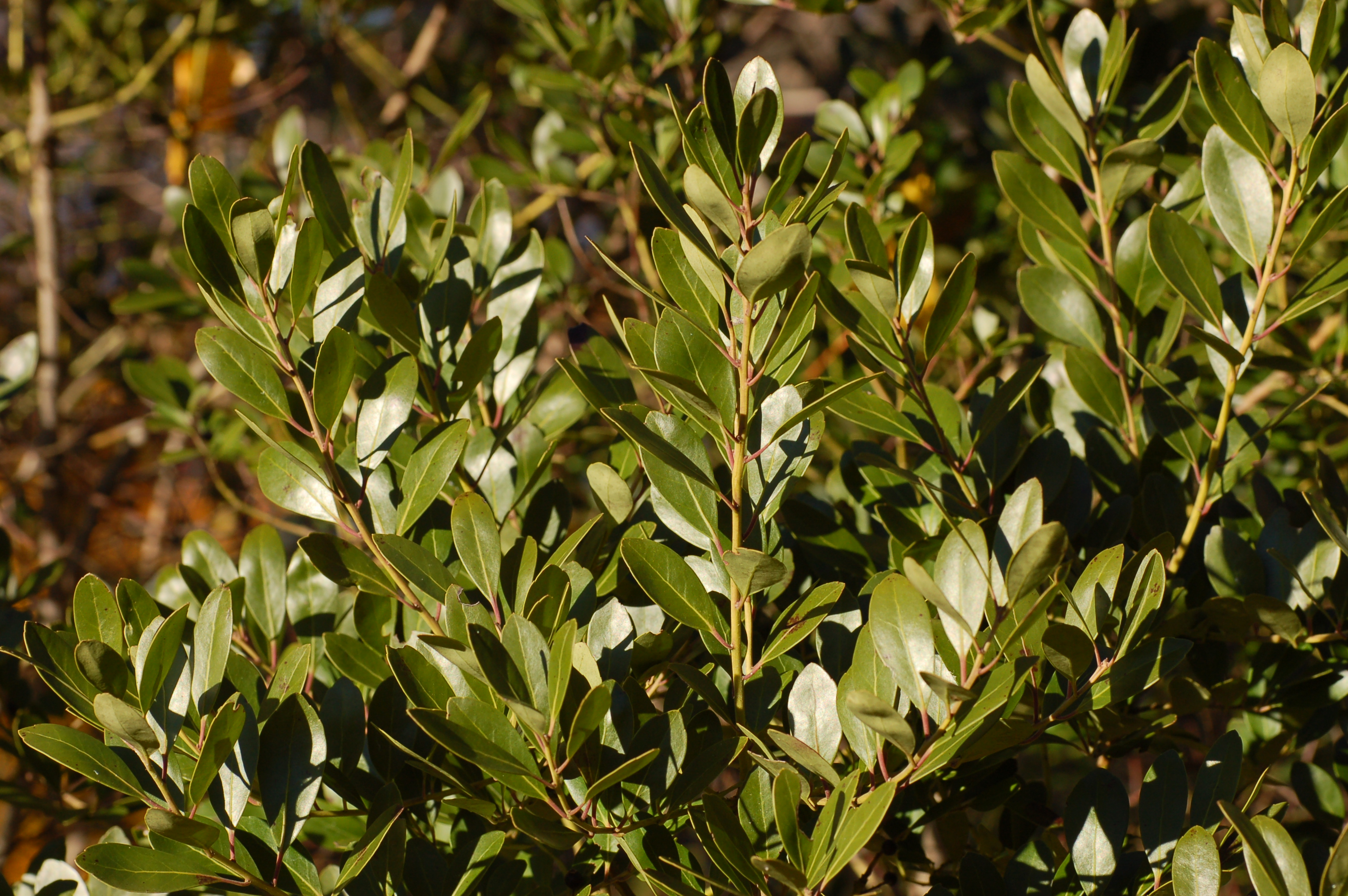
Hojas

Ilex glabra es una especie de árbol de hoja perenne de acebo nativo del este de América del Norte en los Estados Unidos y el extremo sureste del Atlántico de Canadá. Su área de distribución natural es desde la costa de Texas y Florida al norte de la costa de Nueva Escocia, así como el sur de Ohio y el valle del Misisipi. 

## Descripción
Es una planta arbustiva vertical que alcanza 12-15 dm de alto y se utiliza a menudo como una planta ornamental, "teniendo en el otoño una profusión de frutos negros." Ilex glabra es la fuente de una miel agradable que es popular en el sur de Estados Unidos . 

## Taxonomía
Ilex glabra fue descrita por (L.) A.Gray y publicado en A Manual of the Botany of the Northern United States. Second Edition 264. 1856.
Etimología
ilex: nombre genérico que era el nombre designado en latín para una especie de Quercus (Quercus ilex) comúnmente llamada encina, que tiene un follaje similar al acebo europeo, y ocasionalmente se confunde con él.
glabra: epíteto latíno que significa "glabra", sin vellos.
Sinonimia
- Prinos glaber L. basónimo[4]